# مشبك للشعر

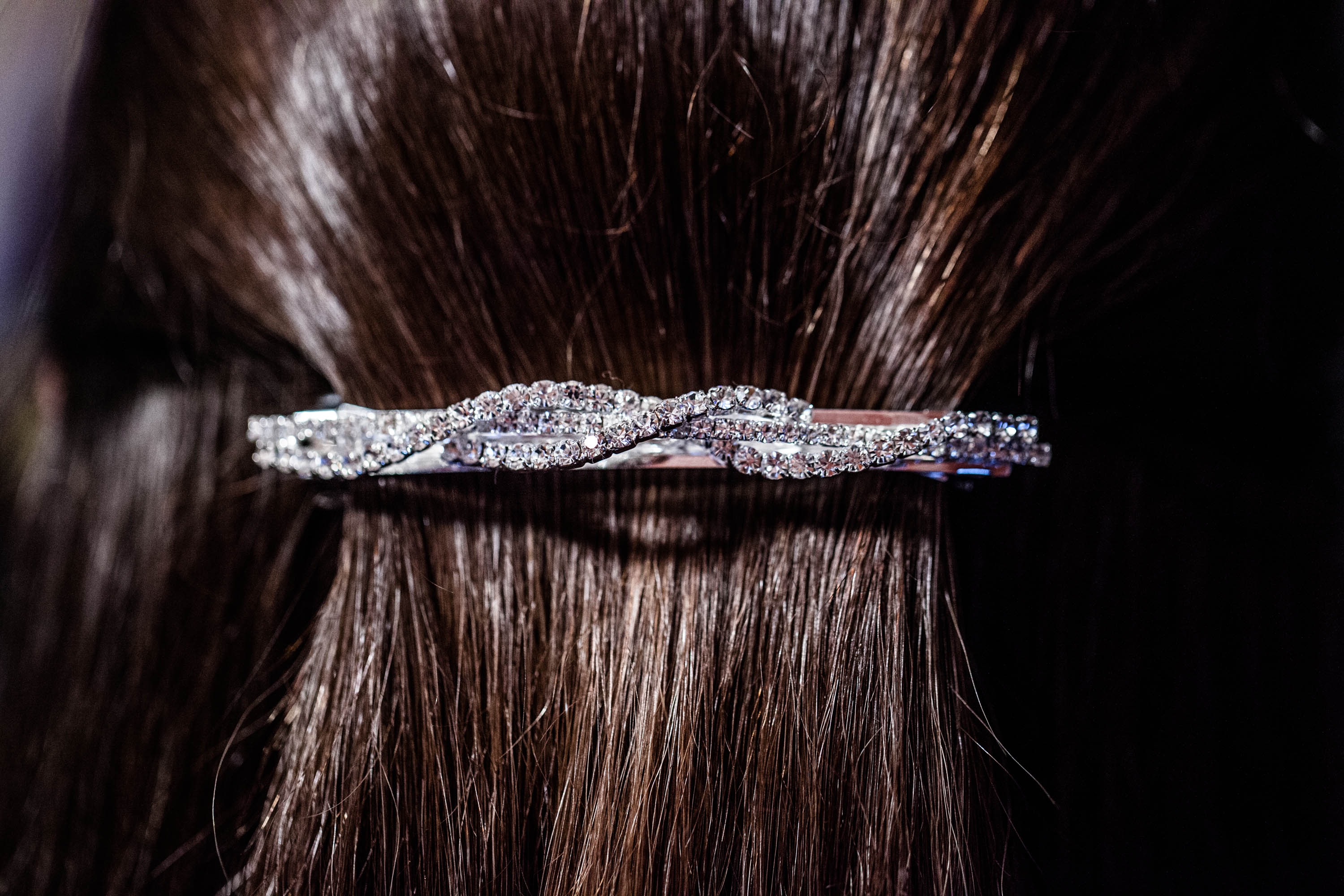
مشبك مُستخدم خلف رأس امرأة

مشبك الشعر هو مشبك لتثبيت الشعر في مكانه. غالبًا ما تكون مصنوعة من المعدن أو البلاستيك وتتميز أحيانًا بشكل زخرفي. يفتح المشبك عند ضغط القطعتين المعدنيتين على كلا الجانبين لأخذ شكل الشعر وتجميع خصلاته معًا.

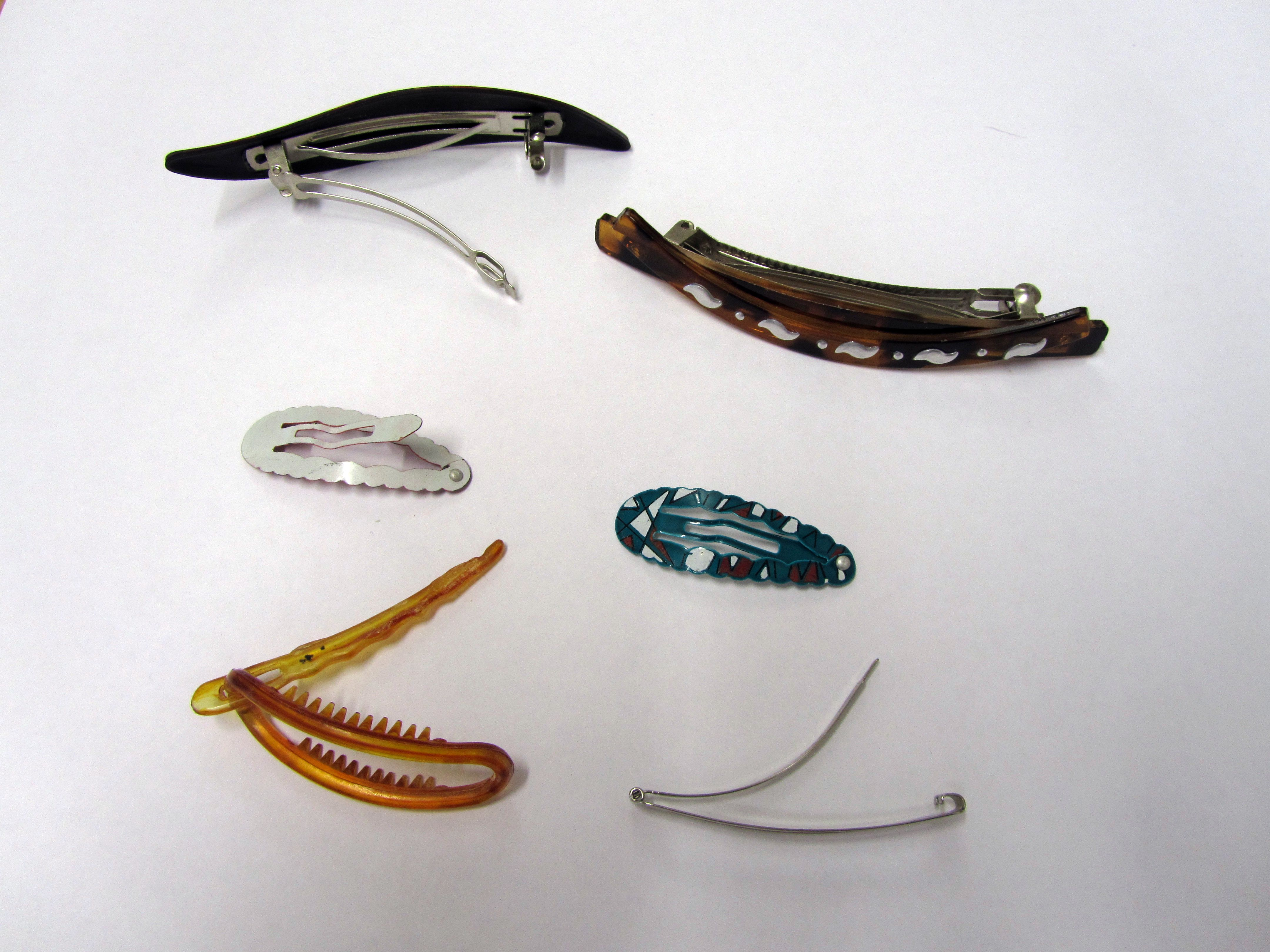
أنواع مختلفة من مشابك الشعر

## استخدامات مشبك الشعر
يتم ارتداء المشابك بعدة طرق مختلفة وفقًا لحجمها وأنواعها، مثلاً المشابك الصغيرة غالبًا تستخدم في مقدمة الشعر، والكبيرة في الخلف لتثبيت المزيد من الشعر. وتستخدم بعض أنواع المشابك لإبعاد الشعر عن العينين، أو لعمل تسريحة تسمي الكعكة، أو تسريحة تويست فرنسي، أو تسريحة ذيل حصان. تستخدم المشابك المعدنية القصيرة أحيانًا لسحب اجزاء من الشعر الأمامية للخلف. تستخدم أيضًا في بعض الأحيان لأغراض الزينة والجمال، وتستخدم مشابك الشعر عادة بواسطة الإناث. المشابك الأكبر حجمًا - بطول (8-10 سم) - مصممة لسحب الشعر الأطول أو كمية كبيرة من خصلات الشعر وعادة ما يتم ارتداؤها خلف الرأس، يتم ارتداؤها إذا لشد الشعر للخلف، في الغالب طول المشبك ليس هو الاعتبار الوحيد؛ يساعد عرض المشبك أيضًا في مقدار الشعر الذي يمكن سحبه وتأمين خصلاته للحصول علي أفضل طريقة لاستخدامه.اخترعت أنواع مختلفة من مشابك الشعر في القرن العشرين. الأكثر شهرة هي مشبك الشعر الممدود (الذي يظهر في الجزء العلوي من صورة "أنواع مختلفة من مشابك الشعر") والذي تم اختراعه في عام 1972 ، بواسطة مارني بيورنسون وشكل بيندي البسيط الذي يعمل عن طريق التقاط المقطع من مقعر إلى وضع محدب لسحب الشعر وتأمين تسريحة بسيطة، أو دفعه إلى وضع مغلق، أو فتحه. يظهر العديد من هؤلاء في الصورة.

## أنواع مشَابك الشعر
- مشبك التمساح
  - مشبك التمساح مزدوج الشق
  - مشبك تمساح مبطن بالكامل
  - مشبك تمساح مبطن جزئيًا
  - مشبك تمساح غير مُبطن
- مشبك قفل تلقائي
- مشبك بيندي
- مشبك علي شكل قوس
- مشبك الفراشة

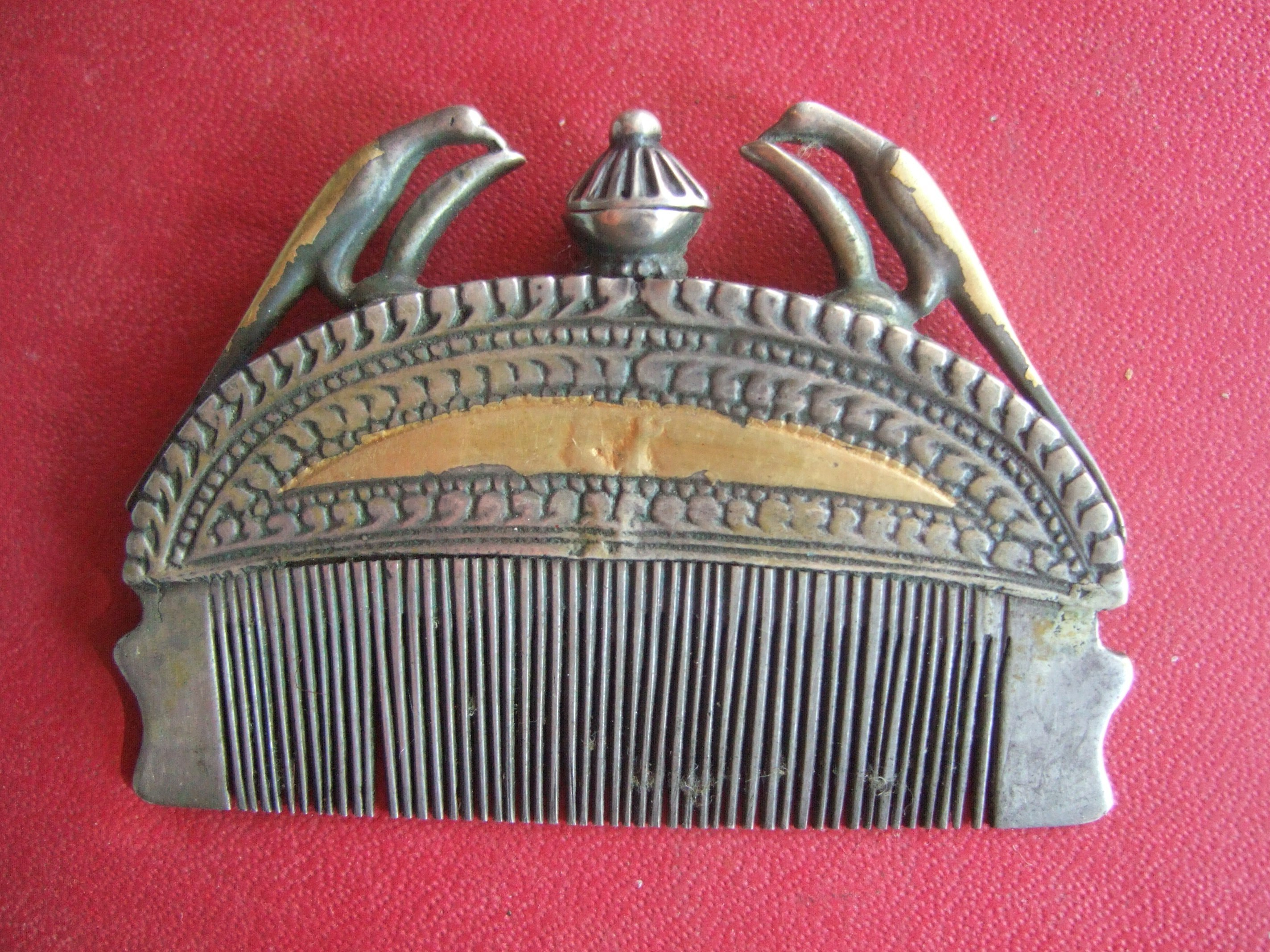
مشط هندي قديم يستخدم للحفاظ علي ثبات الشعر في مكانه

- مشبك المخلب، مشبك الشعر، أو مخلب الشعر
- مشبك المشط(أنواع معينة)
  - مشبك فرنسي
  - مشبك ذيل الحصان
  - مشبك سلحفاة
- مشبك أوبدو